# Projet Blue Beam (album)
Pour les articles homonymes, voir Projet Blue Beam.
Albums de Freeze Corleone
THC
(2017) LMF
(2020)
Projet Blue Beam est le premier album studio de Freeze Corleone, sorti le 13 novembre 2018. Il fait suite au projet THC.

## Sortie
L'album sort avec peu de promotion. Il sort un 13 novembre en référence aux attentats du 13 novembre 2015 en France, de manière analogue à son projet FDT, sorti un 11 septembre en référence aux attentats du 11 septembre 2001,.

## Style, paroles et thèmes
Selon i-D, Freeze Corleone adopte sur cet album un flow plus vivace que sur ses précédentes sorties. Views estime son flow « travaillé et efficace ».
L'album est produit par Flem, CashMoneyAP, Tab, Congo Bill et Ocho, et contient également quelques titres auto-produits. Il appartient au genre trap,. La chanson Fredo Santana utilise le chopped and screwed.
Seul un artiste est invité sur l'album, Osirus Jack.
Freeze Corleone utilise plusieurs figures de style dans ses textes, comme le double sens et la répétition. L'album comporte de nombreux ego trips,. Il abonde de références, notamment à la culture populaire,, à l'ésotérisme,, à la drogue, et à l'imaginaire complotiste,. Le titre de l'album, Projet Blue Beam, fait lui-même référence à une théorie du complot éponyme. Freeze Corleone tient également plusieurs propos hostiles à Israël dans l'album et évoque des sujets sensibles tels que l'esclavage, le terrorisme, la guerre et le racisme.

## Liste des titres
| No  | Titre                                 | Producteurs       | Durée |
| --- | ------------------------------------- | ----------------- | ----- |
| 1.  | Intro                                 | M.O.I             | 3:34  |
| 2.  | Jeremy Lin                            | Flem              | 2:50  |
| 3.  | 3 planètes                            | M.O.I             | 2:34  |
| 4.  | Lester                                | CashMoneyAP       | 3:02  |
| 5.  | LRH                                   | Flem              | 3:26  |
| 6.  | Fentanyl                              | Flem, Tab         | 3:44  |
| 7.  | S/O Congo Part.2                      | Congo Bill        | 3:48  |
| 8.  | Fredo Santana                         | Flem              | 4:31  |
| 9.  | Baton Rouge                           | Flem, Unfazzed    | 3:33  |
| 10. | Sacrifice de masse (avec Osirus Jack) | Flem, M.O.I, Ocho | 4:51  |
| 11. | Donquixote Doflamingo                 | M.O.I             | 3:50  |

## Réception
Vrai rap français estime que Freeze Corleone a « perfectionné sa technique et affiné son univers » avec cet album. L'album est qualifié de « rap paranoïaque et prosélyte » par Les Inrockuptibles. Thésaurap souligne un « double exploit » de la part de l'album, qui réussit selon le webzine à faire passer des messages politiques tout en restant dansant. Il est remarqué pour ses références recherchées,.